# NGC 2439
NGC 2439 (również OCL 688 lub ESO 429-SC11) – gromada otwarta znajdująca się w gwiazdozbiorze Rufy. Odkrył ją John Herschel 28 stycznia 1835 roku. Jest położona w odległości ok. 12,5 tys. lat świetlnych od Słońca.